# Cierva-autogiror i Sverige

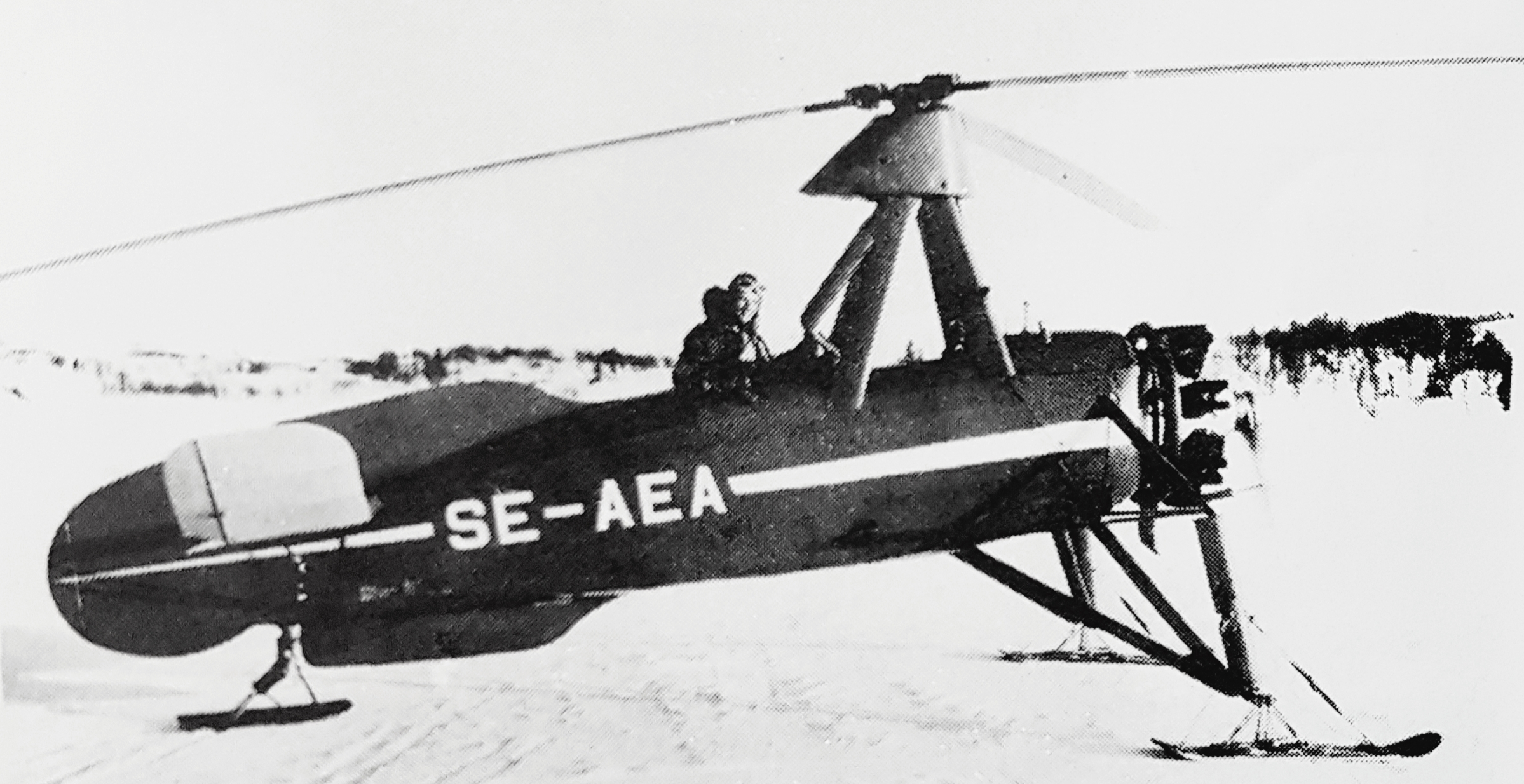
SE-AEA i de svenska fjällen, med Rolf von Bahr som pilot

Cierva-autogiror i Sverige förtecknar samtliga sju exemplar av autogiror av Juan de la Ciervas konstruktion, som importerats till Sverige, varav sex har registrerats i Luftfartygsregistret som flygvärdiga luftfarkoster. Samtliga tillverkades av A V Roe & Co Ltd (Avro) i Manchester i Storbritannien på licens från Cierva Autogiro Company och alla utom en är av typen Cierva C.30. Tre av dem finns bevarade på museer i Sverige, Nederländerna och Storbritannien.

## Bröderna Theodor och Henrik DiedensAB Autogiro Agenturen(autogiroägare 1934–1940)
- SE-ADU var en Cierva C.19, som tillverkades 1932 och ursprungligen registrerades i Storbritannien som G-ABUG. Den var i mars 1934 var den första autogiron som importerades till Sverige. Den köptes av AB Autogiro Agenturen och leveransflögs från Storbritannien av Rolf von Bahr, som den 5 mars 1934 kom till Bulltofta flygfält och den 18 mars till Karlslunds herrgård utanför Örebro via flygflottiljen F5 i Ljungbyhed. Flygmaskinen såldes av AB Autogiro Agenturen till Rolf von Bahr i maj 1935.[1]
- SE-AEA är en Cierva C.30, som importerades september 1934 till ett inköpspris av 20.000 kronor av Rolf von Bahr.[2]

## Rolf von Bahr/AB Helikopterflyg (autogiroägare 1935–1949)[3]
- SE-ADU (nr 1) var den ena av två autogiror som Rolf von Bahr övertog från bröderna Theodor och Henrik Dieden. Denna autogiro nödlandade efter motorstopp den 13 september 1940 vid Falsterboleden i Öresund under minspaning under andra världskriget, och sjönk.[4] Den svårt skadade autogiron bärgades, men underkändes vid besiktningen och avfördes ur Luftfartygsregistret som totalhavererad.[1]
- SE-AEA (nr 2) var den andra av två autogiror som övertogs från bröderna Dieden. Den användes fram till 1947 och donerades därefter till Tekniska museet i Stockholm.[2]
- SE-AFI (nr 3) är en Cierva C.30 som köptes av Rolf von Bahr från Norge före andra världskriget. Den inköptes ursprungligen i augusti 1934 av Tiedemanns Tobaksfabrik AS i Oslo och registrerades som LN-BAD. Den användes för att göra reklam för företagets cigarettmärke "Medina". Den ströks ur det norska luftfartsregistret i februari 1935 och överfördes till Norges armés flygvapen som nr. 99 för att användas för försök med artilleriobservation från luften.[5][6]

SE-AFI såldes i september 1949 som en av tre flygvärdiga autogiror av Rolf von Bahrs AB Helikopterflyg till Örebro Bil- och Flygklubb.
- SE-AKW (nr 4) är en Cierva C.30. Den var ursprungligen 1936–1938, respektive 1937–1938, en av två danska autogiron inom Hærens Flyvertroppers för artilleriobservation och som förbindelseflygplan, vilka från 1938 varit förrådsställda.[8][9] Flygplansindividen M-1 såldes till Rolf von Bahr i oktober 1940 och registrerades i Sverige i november 1940. Den var sedan en av de autogiror som användes för minspaning i Öresund med bas på Bulltofta. Den totalhavererade efter ett motorstopp och sjönk utanför Barsebäck i mars 1943.[10][4]

- SE-AZA (nr 5) är en Cierva C.30 som AB Helikopterflyg inköpte 1946 från Storbritannien, där den tidigare varit registrerad som G-ACWS, som AP509 inom No. 529 Squadron RAF inom Royal Air Force samt som G-AHUC. Den registrerades i Sverige i september 1946 och såldes till Örebro bil- och flygklubb i september 1949.

- SE-AZB (nr 6) var en annan tidigare Royal Air Force-flygmaskin av modell Cierva C.30, som importerades 1946 från Storbritannien. Den hade 1934, levererats i augusti 1934 till RAF School of Army Co-operation och fått nr K4432. Den såldes i maj 1939 till ett privat företag, men rekvirerats till Royal Air Force efter andra världskrigets utbrott. Från februari 1941 användes autogiron för kalibrering av flygvapnets radarstationer utefter kusten, så småningom inom No. 529 Squadron RAF. Via Cierva Autogiro Company i Southampton såldes flygplanet till AB Helikopterflyg i juli 1946.[11] Det såldes i september 1949 till Örebro bil- och flygklubb.[7]

- En ej luftvärdig reservdelsmaskin med det reserverade registreringsnumret SE-AFZ, troligen tidigare M-2 från Hærens Flyvertropper, som Danmark sålde i oktober 1940.[8]

## Örebro bil- och flygklubb (autogiroägare 1949–1960)
- SE-AFI köptes av AB Helikopterflyg i september 1949 och användes av flygklubben till den 18 juli 1951, då den havererade i Eskilstuna, möjligen vid en felaktig start i förhållande till vinden, med förstörd rotor som resultat.[7] Det såldes senare (senast 1962) till flygmuseet Aviodrome i Nederländerna och har fått registreringsnumret PH-HHH.[12][13]
- SE-AZA köptes av AB Helikopterflyg i september 1949. Flygklubben sålde den vidare till Henny Liljedahl i Gällivare i januari 1951 och samma år i november såldes den vidare till G.Forsberg, A. Åslund och E. Olsson i Sandviken. Den noterades som ej luftvärdig 1952 och avregistrerades slutligen i februari 1958.[14] Eventuellt blev den totalförstörd i en brand efter att ha blivit ombyggd till isjakt.[15][14]

- SE-AZB köptes av AB Helikopterflyg i september 1949 i icke flygvärdigt skick, ursprungligen avsedd som reservdelsmaskin.[7] Den sattes dock i flygvärdigt skick 1952 och blev den av flygklubbens autogiror som användes under längst tid. Den såldes slutligen tillbaka till Rolf von Bahr 1960 i samband av klubbens avveckling av autogiror.

## Rolf von Bahr (autogiroägare 1960–1977)
- SE-AZB återköptes av Rolf von Bahr 1960. År 1967 användes autogiron för testflygningar för Saab AB och förrådsställdes därefter. SE–AZB såldes 1977 av Rolf von Bahr till Royal Air Forces flygmuseum för 15.000 US dollar.[11] Flygmaskinen restaurerades till förkrigsutseende, återfick sitt tidigare nummer K4232 och ställdes ut på Royal Air Force Museum London.

## Bevarade autogiror
- SE-AEA – Tekniska museet i Stockholm[2]
- PH-HHH (tidigare SE-AFI) – Aviodrome, på Lelystads  flygplats i Nederländerna [13]
- K 4232 (tidigare SE-AZB) – Royal Air Force Museum London på den tidigare Hendon Aerodrome, Edgware i London[11]

## Bildgalleri

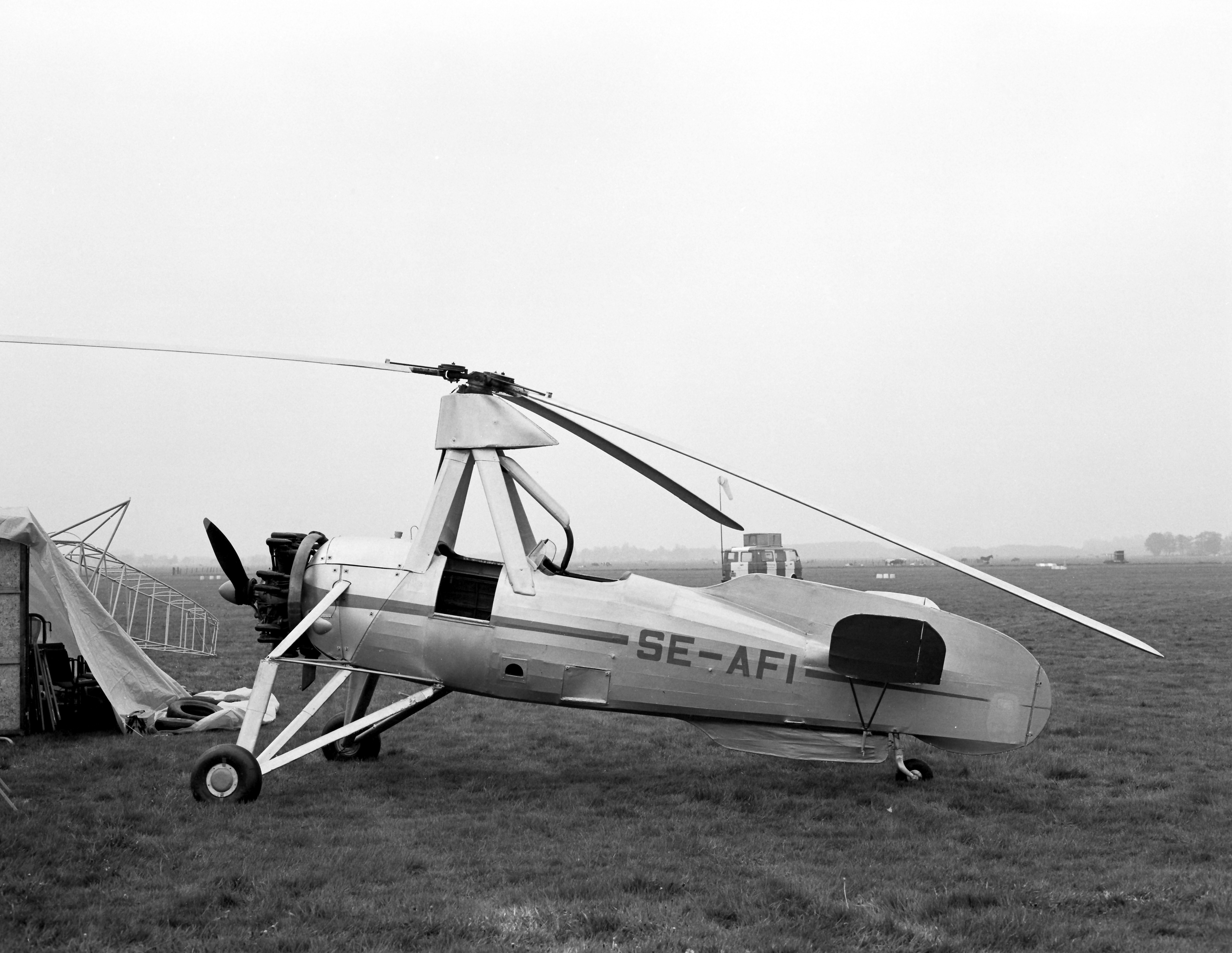
SE-AFI från Aviodrome i Lelystad, fotograferad i Hilversum i Nederländerna 1984
SE-AEA vid Isbrytaren Göta Lejon i början av 1940-talet
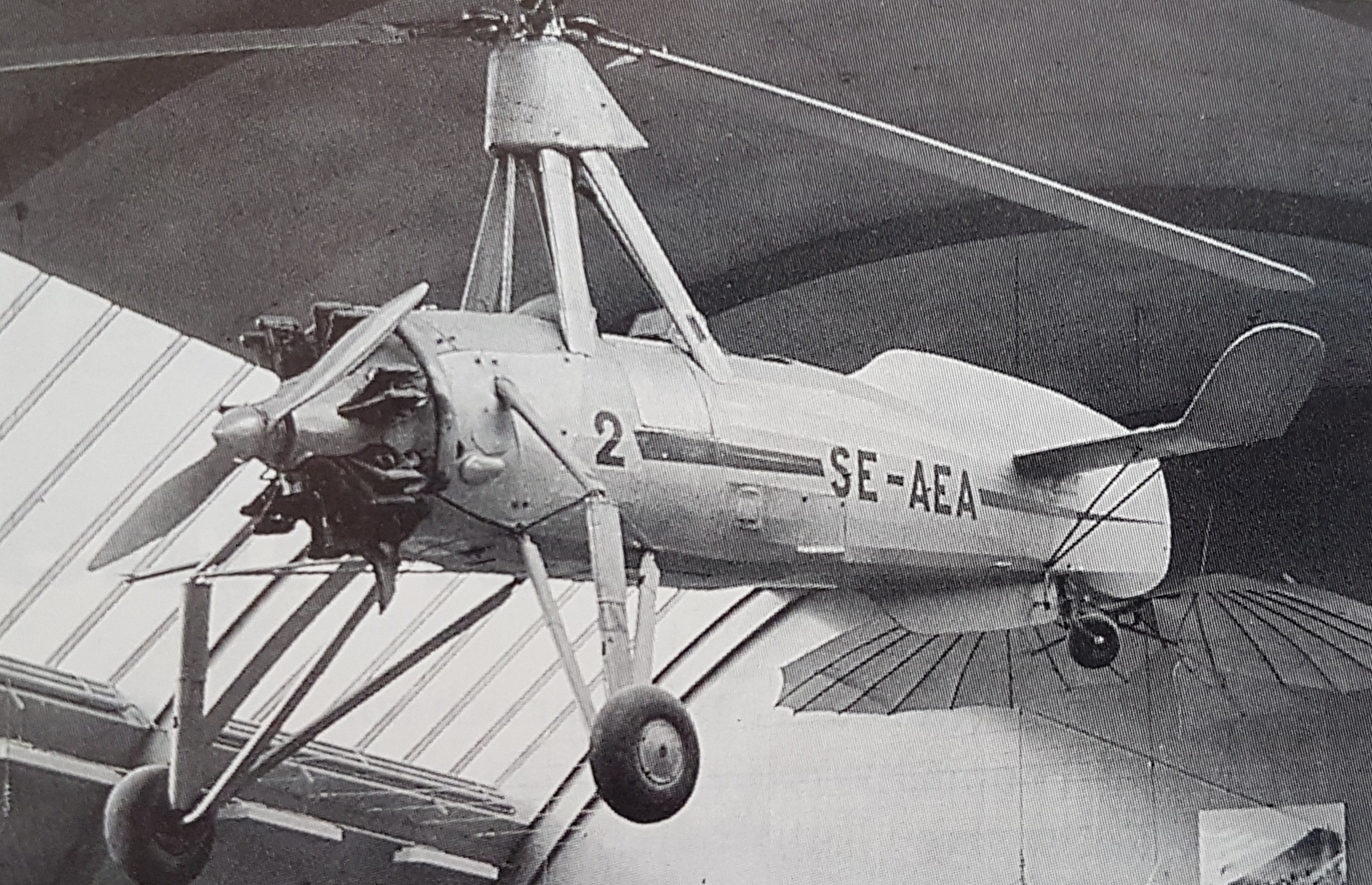
SE-AEA i Tekniska museet i Stockholm
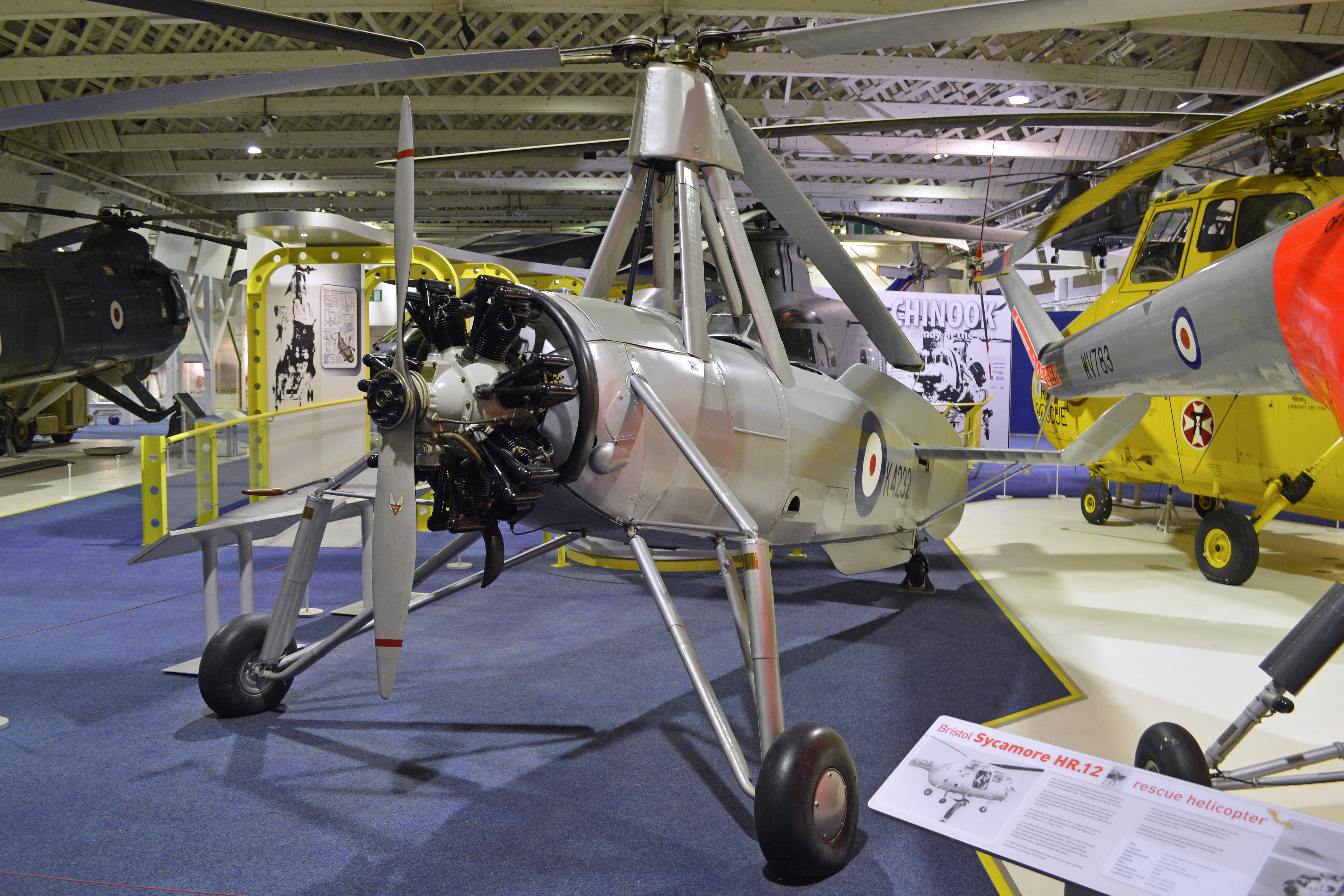
Tidigare SE-AZB på Royal Air Force Museum London